# Park Avenue
Park Avenue (dříve 4. Avenue) je bulvár na Manhattanu v New Yorku. Je důležitou severojižní dopravní tepnou a jednou z nejznámějších ulic města.

## Trasa
Začíná na křižovatce ulic Bowery a 14. ulice u parku Union Square Park. Vede paralelně s ulicemi Madison Avenue a Lexington Avenue. Od jižního začátku ulice vede až po 97. ulici uprostřed zelený pás se stromy a květinami, od 97. ulice vyjíždí z podzemí železnice a pokračuje středem ulice po viaduktu známém jako Park Avenue viadukt. Končí u 132. ulice vyústěním do rychlostní komunikace Harlem River Drive.

## Významné budovy
- Grand Central Terminal
- MetLife Building
- Waldorf-Astoria Hotel
- Helmsley Building
- 101 Park Avenue
- 270 Park Avenue
- 277 Park Avenue
- 345 Park Avenue
- 740 Park Avenue